# A Mulher do Senhor Ministro
A Mulher do Senhor Ministro foi uma série de televisão de humor, da autoria de Ana Bola e com realização de Nicolau Breyner, produzida para a RTP entre 1994 e 1997, onde a mulher de um ministro faz tudo para dar nas vistas. Estreou a 29 de novembro de 1994. A série foi encomendada por José Eduardo Moniz que convidou Ana Bola a criar uma série sobre a mulher de um ministro. Teve como continuação "A Senhora Ministra", com o mesmo elenco.

## Elenco
- Ana Bola - Lola Rocha - A mulher (Maria Aurora da Silva Rocha)
- Vítor de Sousa - Ministro Américo Rocha (Américo Silva Rocha)
- Maria Rueff - Rosa (Rosa Maria)
- João Cabral - Manuel
- Maria de Lima - Tita
- Miguel Melo - Alfredo
- Cândido Mota - Ferro
- Alexandra Leite - Adelaide
- Maria Vieira - Maria da Ajuda

### Elenco adicional
- Adelaide João - Almerinda
- Cláudia Negrão - Manuela
- Helena Laureano - Xaxinha
- Joaquim Monchique - Pedicas
- José Raposo - Américo Rocha
- José Jorge Duarte - Belmiro
- Lídia Franco - Maria João Deixas
- Luísa Barbosa
- Margarida Carpinteiro - Maria Augusta
- Maria Dulce - Rainha de Inglaterra
- Maria José - Maria de Jesus
- Maria Tavares - Alcinda Ladeiras/Alzira
- Nicolau Breyner
- Noémia Costa
- Ricardo Carriço - Gonçalo
- Teresa Roby - Tininha/Lili Caneças/Fátima
- Virgílio Castelo - Pedro Caldeirada